# Ladyzhyn
Ladyzhyn (em ucraniano:  Ладижин, em polonês/polaco:  Ładyżyn) é uma cidade da Ucrânia, situada no Oblast de Vinnytsia. Tem 9 km² de área e sua população em 2020 foi estimada em 22.589 habitantes.